# Scandinavian Airlines Flight 751
Scandinavian Airlines Flight 751, också kallat Gottröraolyckan, Gottrörakraschen eller Miraklet i Gottröra, var en flygning på morgonen den 27 december 1991 med SAS-flygplanet Dana Viking. Flygningen startade på Arlanda utanför Stockholm och med destination Warszawa, via Köpenhamn. Någon minut efter starten från Arlanda klockan 08:48 upphörde motorerna att fungera. Planet fick göra en nödlandning och havererade på en åker norr om byn Vängsjöberg i Gottröra socken i Uppland och bröts i tre delar. Alla 129 passagerare och besättning överlevde, medan 7 personer skadades allvarligt varav 1 fick bestående invaliditet.

## Om olyckan
Efter 25 sekunders flygning började den ena motorn att "pumpa" och efter drygt en minuts flygning (78 sekunder) hade båda motorerna havererat. Orsaken var att en beläggning av klar-is på ovansidan av vingarna bröts sönder och sögs in i motorerna, vilket orsakade ett så kallat FOD (Foreign Object Damage). Motorhaverierna gav piloterna mycket kort tid att förbereda en nödlandning, då flyghöjden var låg, flygplanet var tungt med mycket flygbränsle och täta låga moln som gjorde det svårt att hitta en lämplig plats för nödlandningen. 
Efter ett par minuters kontrollerad glidflygning landades planet på ett öppet fält i skogen. Flygplanskroppen bröts i tre delar vid landningen men ingen brand utbröt. Samtliga 129 ombord överlevde medan cirka 30 personer skadades, varav 7 allvarligt. Den svårast skadade passageraren blev rullstolsburen för livet. Omkring en tredjedel av de som var med om kraschen angav två år efter olyckan att de hade olika psykiska problem som till exempel sömnsvårigheter, nedstämdhet samt "startle reactions" - tendens att överreagera på plötsliga ljudintryck.
Händelsen väckte mycket stor uppmärksamhet internationellt och omnämndes både i svenska och utländska media som ett "julmirakel". Befälhavaren, kapten Stefan G. Rasmussen, kom att dominera i beskrivningarna av haveriet, och den lyckliga utgången av en kritisk situation.

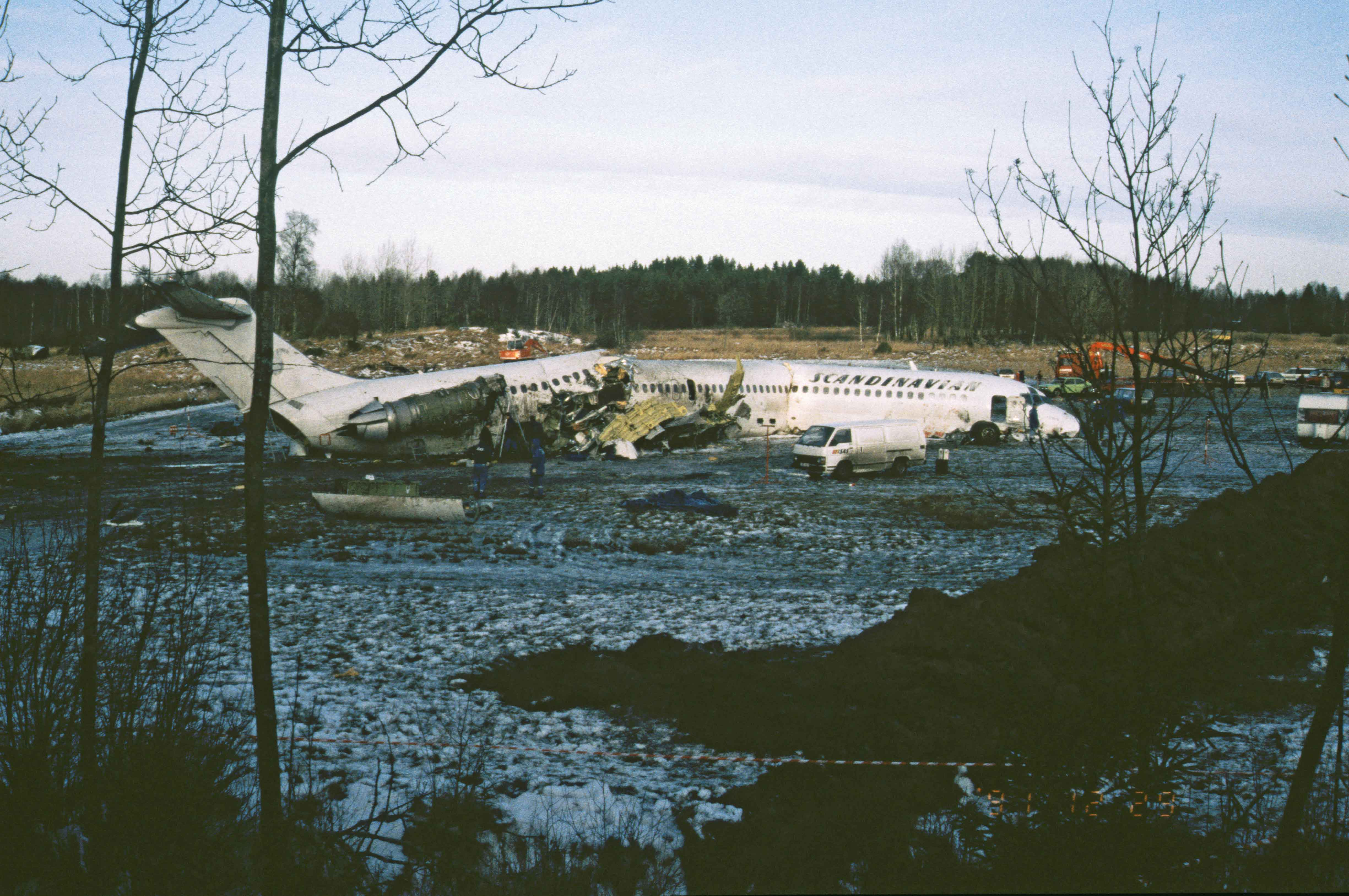
Gottröra, flygplansvrak 29 december 1991.
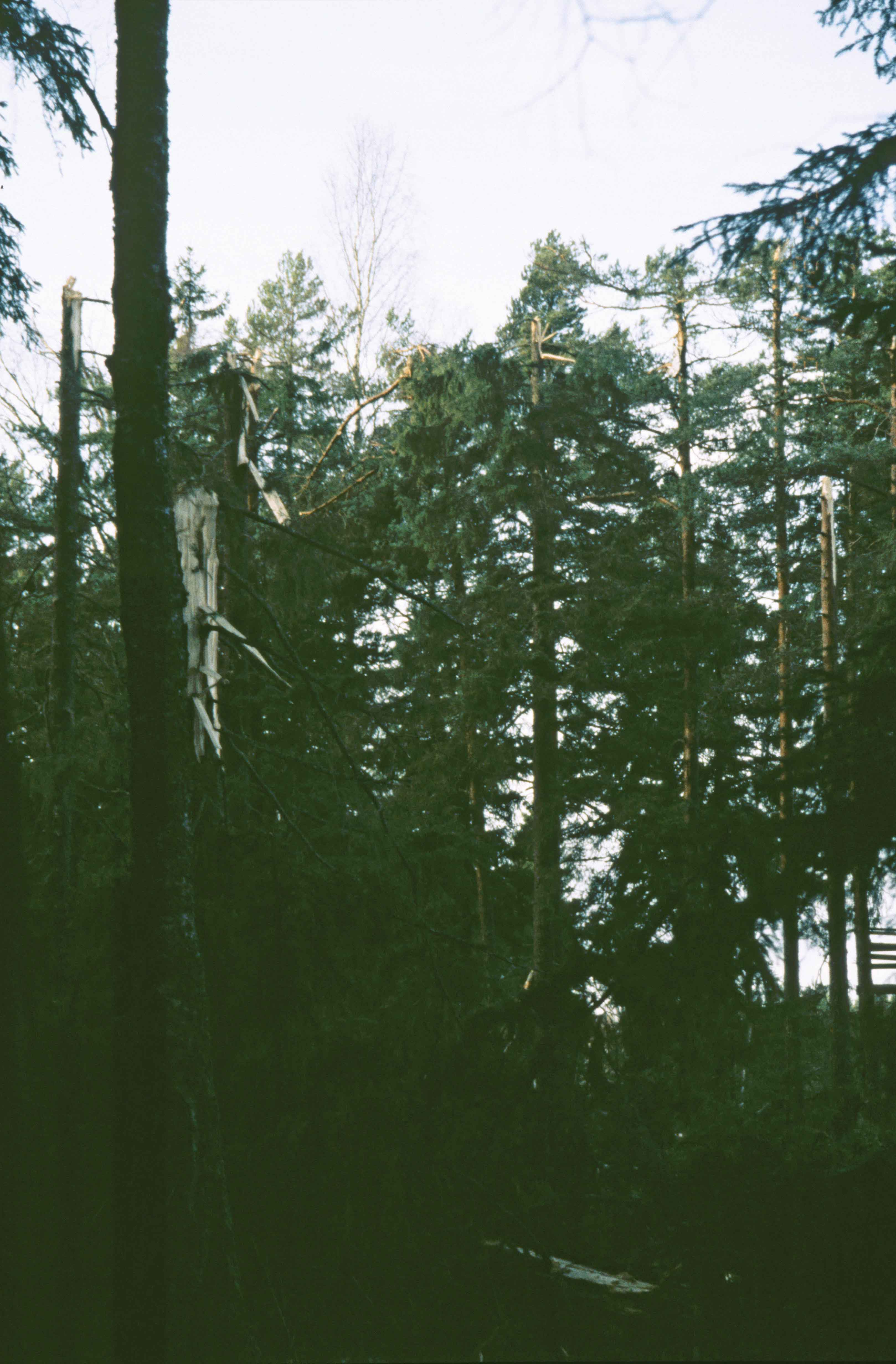
Gottröra, kapade träd 29 december 1991.
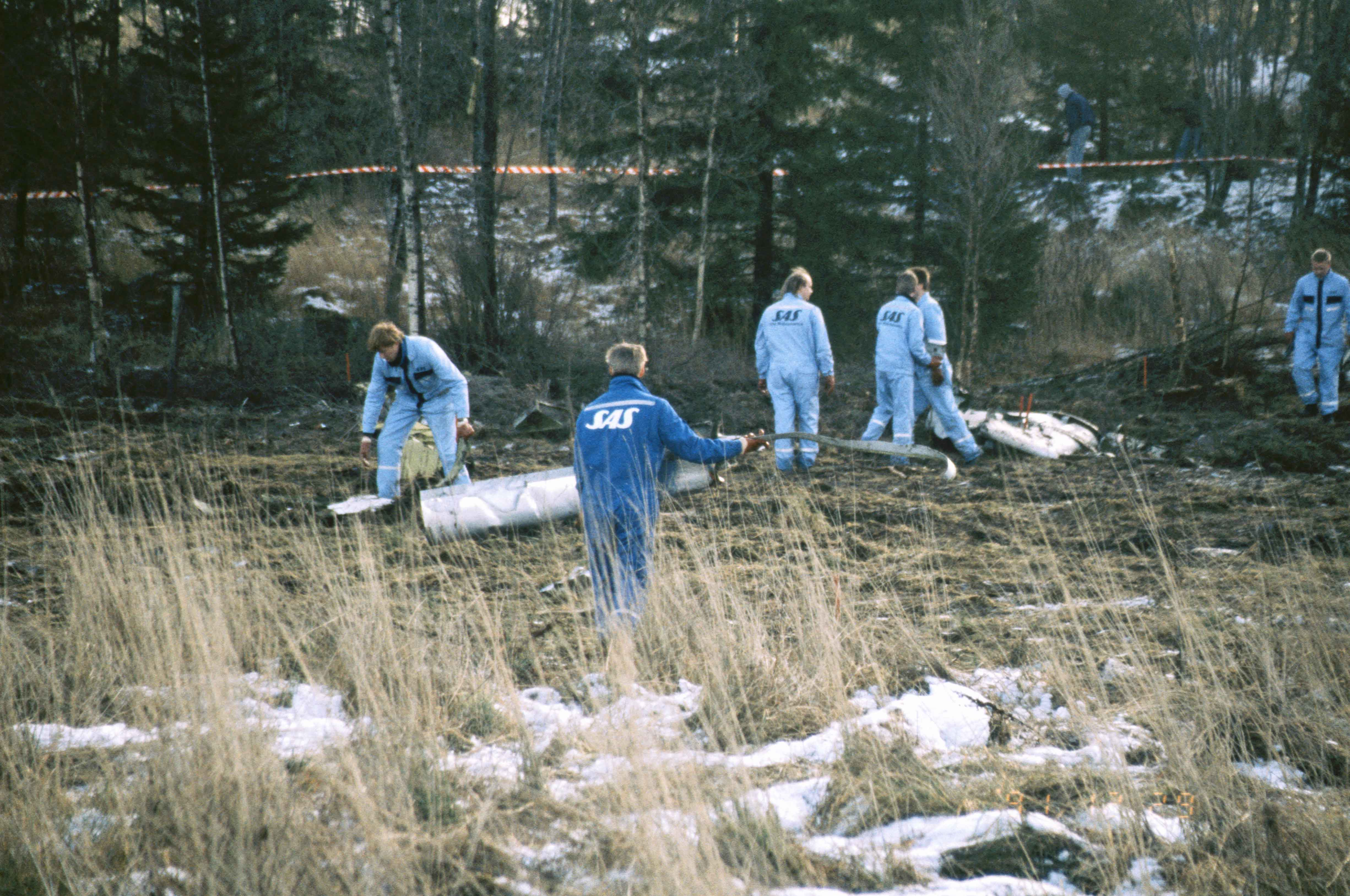
Gottröra, vrakdelseftersök 29 december 1991.

## Haverirapporten
I Statens haverikommissions haverirapport presenteras en viktig aktör under landningen, SAS-piloten Per Holmberg. I rapporten omnämns han som "Den assisterande kaptenen". Holmberg var vid haveritillfället uniformerad passagerare i planet men tog sig fram till kapten Stefan Rasmussen och andrepiloten Ulf Cedermark i förarkabinen när han från kabinen konstaterat krisläget, och han bistod aktivt vid felsökning, beslutsförslag och nedslagsplanering. Både befälhavaren och styrmannen accepterade hans erbjudande om bistånd. Haverikommissionen har principiella invändningar mot hans inblandning eftersom det strider mot reglementet att ta sig in i förarkabinen samt att kliva in i en nödsituation och agera om man inte tillhör besättningen. Kommissionen konstaterar samtidigt att utgången av haveriet påverkats positivt på flera punkter, just tack vare "den assisterande kaptenens" agerande.

## Efter olyckan
Både Rasmussen och Holmberg lämnade pilotyrket efter incidenten, Rasmussen en kort tid efteråt och Holmberg två och ett halvt år senare. Båda har omvittnat att minnet av färden varit traumatiskt och svårt att hantera, trots den lyckade utgången. 
Piloterna var, enligt haverikommissionens utredning, inte utbildade att identifiera och avhjälpa motorpumpningar men i detta haveri är det inte säkert att utbildning hade hjälpt. Utan piloternas eller SAS kännedom fanns det i flygplanet ett automatiskt system, ATR (Automatic Thrust Restoration), installerat. Systemet var byggt för att automatiskt öka den andra motorns dragkraft vid bortfall av en motor (speciellt under "tyst start" på låg höjd över bebyggelse) så att lyftkraft skulle bibehållas. Systemet motverkade piloternas försök att rädda de pumpande motorerna. När besättningen reducerade kraftpådraget för att minska belastningen på motorerna, drog systemet automatiskt på kraft igen. Flygplanstillverkare hade inte med tydlighet upplyst SAS om att systemet var installerat i planet och det fanns heller inga möjligheter för piloterna att slå av det, ens om de känt till dess existens. Om SAS hade beställt planet med systemet installerat hade avstängningsknappar också installerats och information om ATR lämnats till SAS. 
Slutsatsen blev ändå att olyckan orsakats av att SAS inte hade tillfredsställande rutiner för kontroll av att isbeläggning ej fanns på vingarna. Därtill ansåg haveriutredningen att SAS brustit genom att inte studera de manualer som flygplanstillverkaren levererat till SAS där ATR fanns ingående beskrivet. SAS hade inte noterat detta och informerat samt utbildat piloterna på detta system. Det slogs också fast att om dragkraften minskats ytterligare på den först felande motorn och inte ökats på den andra motorn hade planet sannolikt kunnat återvända till Arlanda.

## I media
Den 28 mars 2011 sändes avsnittet "Pilot Betrayed" (säsong 10, avsnitt 3) av Haverikommissionen (Mayday) som handlar om olyckan.
P3 dokumentär gjorde 2008 en podd om olyckan. Poddavsnittet har publicerats som repris efteråt. 
I mars 2022 utgavs boken 4 minuter och 8 sekunder: miraklet i Gottröra av Karin Gustafsson och Cecilia von Hofsten. Gustafsson är den passagerare som fick bestående invaliditet efter olyckan, medan von Hofsten blev fastklämd och fick sjukhusvård för en fotskada. De kom att mötas många år senare i en återträff för de som var med i kraschen, där idén att skriva en bok föddes.